# Théâtre dramatique yougoslave de Belgrade

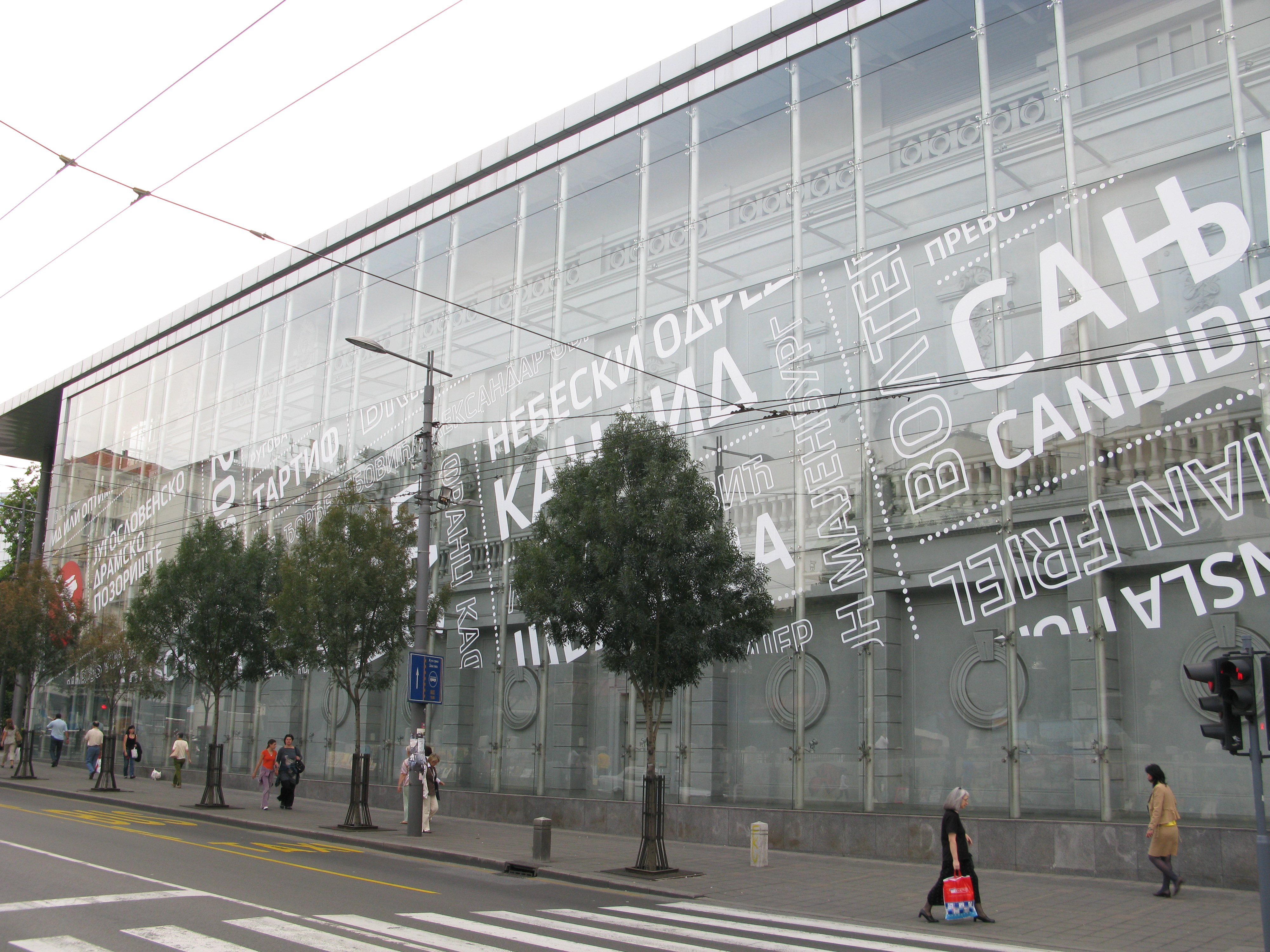
Le Théâtre dramatique yougoslave

Le Théâtre dramatique yougoslave (en serbe cyrillique Југословенско драмско позориште ; en serbe latin : Jugoslovensko dramsko pozorište) est un théâtre situé à Belgrade, la capitale de la Serbie, au no 50 de la rue Kralja Milana. Il a été fondé en 1947 comme un théâtre représentatif de la nouvelle Yougoslavie. Beaucoup d'acteurs les plus importants de Zagreb, Novi Sad, Sarajevo, Split, Ljubljana et d'autres villes ont été invités de participer dans la création de ce théâtre.

## Histoire
En 1947, le metteur en scène Bojan Stupica a été promu à la tête de la maison en tant que directeur artistique. Lui, ensemble avec le critique Еli Finci, ont posé des bases de l'orientation de répertoire du Théâtre dramatique yougoslave, comme un théâtre d’un haut niveau littéraire. Cela restera l'orientation de base du Théâtre dramatique yougoslave jusqu'à nos jours, sauf que, outre en plus littéraire, l'élément théâtral obtient la place égale.[pas clair] Il a été réuni environ 60 acteurs choisis, parmi lesquels cinq derniers encore vivants étaient Мarija Crnobori, Мira Stupica,  Branka Veselinović, Мladja Veselinović et Кapitalina Erić. Le Théâtre dramatique yougoslave est situé à la place de l'école d'équitation, l'écurie a été adaptée et transformée en scène. La première pièce a été joué le 3 avril 1948 et il s'agit de la pièce Le roi de Betajnova d'Ivan Cankar mise en scène par Bojan Stupica. Ce jour est marqué comme la journée du Théâtre dramatique yougoslave, et à ce jour, les prix annuels sont attribués. Les premières saisons ont passé sous le signe de la représentation des pièces classiques nationales et mondiales : Tchekhov, Goldoni, Sheridan[Lequel ?], Ostrovski, Lope de Vega, Gorki, Shaw[Lequel ?], Shakespeare, Plaute, Racine, Molière, Ibsen, Lorca, et des classiques nationales Cankar, Držić, Sterija, Јakšić et Nušić. Les metteurs en scène qui ont créé la gloire du Théâtre dramatique yougoslave à cette époque, (Bojan Stupica, Мata Milošević et Тomislav Tanhofer) étaient déjà entre-deux-guerres sous l'influence du modernisme européen, ce qui était visible dans leurs pièces. Depuis le milieu des années quatre-vingt, le théâtrologue Jovan Ćirilov, pendant quatorze saisons de sa direction, établit le Théâtre dramatique yougoslave comme un théâtre représentatif de l'expression théâtrale moderne dans les cadres plus larges de l'ancien État. Le Théâtre dramatique yougoslave a été brulé au sol[pas clair] le 17 octobre 1997, apparemment en raison d'une erreur des installations. Le théâtre a été reconstruit, et la Grande scène a été rouverte le 23 mai 2003 par la pièce „Les patriotes“ de Jovan Sterija Popović dirigé par Dejan Mijač. L'acteur Branko Cvejić avait la fonctionne du directeur adjoint, et depuis 12 juillet 2002 il est le directeur du Théâtre dramatique yougoslave. Le metteur en scène Gorčin Stojanović était le directeur depuis l'année 2001, et le directeur artistique depuis 12 juillet 2002. La Grande scène porte le nom du grand acteur serbe, Ljuba Tadić. De 2003 jusqu'aujourd'hui, le Théâtre dramatique yougoslave renouvelé a présenté les textes de Tchekhov, Shakespeare, Boulgakov, Wedekind, Аndreev, Von Horvath, Оstrovsky, LaBute, Hristić, Dukovski, Srbljanović, Мarković. Il a été ouvert la troisième scène du théâtre, le Studio du Théâtre dramatique yougoslave, la scène expérimentale pour jeunes auteurs.

## Bâtiment du Théâtre dramatique yougoslave

### Manège
À l'endroit où il se trouve aujourd'hui le bâtiment du Théâtre dramatique yougoslave, à l'époque du Principauté de Serbie, il était situé une arène (manjez – manège) – le bâtiment qui servait à l'escadrille royale équestre. La base allongée, il s'agit d'un bâtiment simple, d'un étage, dans lequel, quelques décennies plus tard, l'ensemble du Théâtre national se déplace, en raison des dommages de maison mère, subis au cours de la Première Guerre mondiale.  L'ancienne écurie, populairement appelé „Manège en bois“ a brièvement servi aux dévots de théâtre, quand, en raison de l'incendie en 1927, elle a été complètement brulée. La même année, selon les plans d'un architecte éminent d'origine russe Nikolaï Petrovich Krasnov, et par la participation des fonds d'actions, il a été lancé la construction du nouveau bâtiment. Conçu de la manière académique, la façade principale a été ornée par les détails architecturaux décoratifs et les sculptures allégoriques, de l'auteur Vojislav Ratimirović Šikoparija, le sculpteur de Belgrade,.

### Bâtiment de Théâtre
De l'année 1929 au 1931, il a brièvement servi comme le bâtiment de Théâtre („Bâtiment à Vračar“), quand des changements sont réalisés dans l'intérieur, en raison du déplacement temporaire de l'Assemblée nationale.

### Après la Seconde Guerre mondiale
À la fin de la Seconde Guerre mondiale, en 1947, l'architecte reconnu Momčilo Belobrk  crée le projet de l'adaptation du bâtiment pour les besoins d'un théâtre. Le bâtiment du Théâtre dramatique yougoslave, qui a depuis obtenu son nouveau nom officiel, représentait un œuvre audacieux, monumental et moderne. Il se caractérise par sa façade longue sans ornements. L'accent spécial a été donné par l'architecte Мomčilo Belobrk à la solution de l'atrium, dont la partie centrale comprend une petite piscine avec une figure en bronze, du sculpteur Boris Kalin. Il n'est pas seulement la modernisation du théâtre qui comprenait un nouveau type de la scène, l'éclairage, l'acoustique, l'auditorium, était l'objectif principal de ce grand architecte. Outre l'extérieur, l'auteur était très intéressé à la conception de l'ensemble d'inventaire du théâtre, à partir des billets. Ce nouveau temps a apporté des nouveaux changements au bâtiment. L'équipe d'auteurs, l'architecte Djordje Bobić et le peintre académique Čedomir Vasić, ont conçu un nouveau concept de l'apparence de bâtiment, qui impliquait le mélange d'ancien et de nouveau. À la base d'un concours lancé en 1997, qui comprenait la reconstruction, la modernisation et le renouvellement complète du bâtiment, il  a été lancé des larges travaux selon le concept gagnant d'un jeune architecte Zoran Radojičić et ses amis (dont l'auteur a marqué comme ses associés). L'installation qui a été évalué comme „une intervention sensibilisée et moderniste“, est aujourd'hui le centre de la vie théâtrale riche de la capitale.

### Nouveau bâtiment
L’architecte Zoran Radojičić a gagné le premier prix au Concours pour la reconstruction du Théâtre dramatique yougoslave à Belgrade, en 1997. Dans le cadre du bureau de projet „Arktik“, les architectes Zoran Radojičić et Dejan Miljković ont conçu un nouveau bâtiment. Ils ont réalisé l'intérieur en coopération avec l'architecte Ivan Milenković. La sculpture du sculpteur Мrdjan Bajić domine le foyer du Théâtre.
Le bâtiment a gagné les prix suivants:
- Prix de l'Union des architectes de Serbie 2005 (Théâtre dramatique yougoslave, Belgrade)
- Prix d'avril de la ville de Belgrade, pour l'architecture et l'urbanisme pour l'installation du Théâtre dramatique yougoslave à Belgrade 2004
- Prix de la compagnie „Novosti“ pour l'architecture 2003, pour la meilleure réalisation architecturale (Théâtre dramatique yougoslave, Belgrade) 2004.
- Grand prix XXVI de Salon d'architecture (Théâtre dramatique yougoslave, Belgrade 2004.
- Prix BPB 2003 pour l'intérieur (Théâtre dramatique yougoslave, Belgrade)